# Біволарі (комуна)
Біволарі (рум. Bivolari) — комуна у повіті Ясси в Румунії. До складу комуни входять такі села (дані про населення за 2002 рік):
- Буруєнешть (208 осіб)
- Біволарі (2419 осіб)
- Солонец (576 осіб)
- Табера (1115 осіб)
- Траян (195 осіб)

Комуна розташована на відстані 358 км на північ від Бухареста, 41 км на північ від Ясс.

## Населення
За даними перепису населення 2002 року у комуні проживали 4513 осіб.
Національний склад населення комуни:
| Національність | Кількість осіб | Відсоток |
| -------------- | -------------- | -------- |
| румуни         | 4500           | 99,7%    |
| цигани         | 11             | 0,2%     |
| угорці         | 2              | < 0,1%   |

Рідною мовою назвали:
| Мова      | Кількість осіб | Відсоток |
| --------- | -------------- | -------- |
| румунська | 4501           | 99,7%    |
| циганська | 11             | 0,2%     |
| угорська  | 1              | < 0,1%   |

Склад населення комуни за віросповіданням:
| Релігія       | Кількість осіб | Відсоток |
| ------------- | -------------- | -------- |
| православні   | 4485           | 99,4%    |
| бретрени      | 17             | 0,4%     |
| римо-католики | 6              | 0,1%     |
| баптисти      | 4              | 0,1%     |
| п'ятдесятники | 1              | < 0,1%   |